# Мафу Кібонге
Джозеф Мафу Кібонге (фр. Joseph Mafu Kibonge, нар. 12 лютого 1945) — заїрський футболіст, що грав на позиції півзахисника.
Виступав за клуб «Віта Клуб», а також національну збірну Заїру. Переможець Кубка африканських чемпіонів. У складі збірної — володар Кубка африканських націй.

## Клубна кар'єра
Виступав за команду «Віта Клуб» з міста Кіншаса. У 1971 і 1973 році він був одним з претендентів на нагороду футболіст року в Африці. У 1973 році став переможцем Африканського Кубка чемпіонів. Також з командою став неодноразовим чемпіоном Заїру.

## Виступи за збірні
1965 року дебютував в офіційних матчах у складі національної збірної Демократичної Республіки Конго, з якою того ж року поїхав на Кубок африканських націй у Гані, де зіграв один матч, а команда посіла останнє місце у групі. А вже на наступному Кубку африканських націй 1968 року в Ефіопії Кібонге зіграв у двох іграх, в тому числі у фіналі проти Гани (1:0) і допоміг своїй команді здобути золоті медалі.
В подальшому зіграв зі збірною на Кубках африканських націй 1970 і 1974 років, на останньому з яких, що пройшов у Єгипті, Мафу здобув другий для себе титул континентального чемпіона.
Того ж 1974 року був учасником першої в історії для збірної ДР Конго/Заїру світової першості — чемпіонату світу 1974 у ФРН. У своїй групі команда посіла останнє 4 місце, поступившись Шотландії, Бразилії та Югославії. Кібонге зіграв у двох перших матчах, а команда встановила антирекорд чемпіонатів світу, пропустивши 14 голів і не забивши жодного.
Загалом протягом кар'єри у національній команді провів у її формі 24 матчі.

## Титули і досягнення
- Чемпіон Заїру (7):

«Віта Клуб»: 1970, 1971, 1972, 1973, 1975, 1977, 1980
- Володар Кубка африканських чемпіонів (1):

«Віта Клуб»: 1973
- Володар Кубка африканських націй (2):

ДР Конго / Заїр: 1968, 1974